# 人見神社
人見神社（ひとみじんじゃ）は、千葉県君津市にある神社。

## 祭神
天之御中主命・高皇産霊命・神皇産霊命を祭神とする。

## 由緒
人見神社は、小糸川の河口、東京湾を望む人見山の頂上に鎮座し、古くから両総六妙見（上総の人見神社・久留里神社・横田神社、下総の千葉神社・飯高神社・印西妙見宮）の1社として、人々の崇敬を集めてきた。
別当・青蓮寺の「妙見縁起」によれば、人見神社は奈良時代以前、孝徳天皇の代に日向国より勧請されたとされる。または、昔、近隣の大堀の地で太右衛門が草刈をしていて妙見像を見つけ、市右衛門と相談して人見山に祀ったという「妙見隠し」の伝承も残されている。
天慶3年（940年）、平忠常が上総介として赴任した際、武蔵国より妙見の神霊を上総・下総各地に勧請したが、人見神社はその中の代表的な一社である。忠常の祖父は千葉氏の祖・平良文で、東国へ下って妙見菩薩を祀るなど、代々、妙見信仰の念が篤かった。
源頼朝も治承四年（1180年）、石橋山の戦いに敗れ、再起を期して内房を舟で進軍の折、小糸川河口に着岸し、当社に武運長久の祈願文を捧げたと伝えられている。
天正19年（1591年）には徳川家康より良田五石の朱印の寄贈があり、元禄4年（1691年）には君津地方の領主、小笠原彦太夫より大刀の献納があった。小笠原氏はそれ以来、例祭に奉幣参拝を欠かさず、寛政9年（1797年）には、小笠原兵庫と氏子らが春日造の社殿を造営した。
明治に入ると神仏分離の国策を受けて人見神社となり、妙見菩薩は観音堂に祀られることとなった。

## 境内

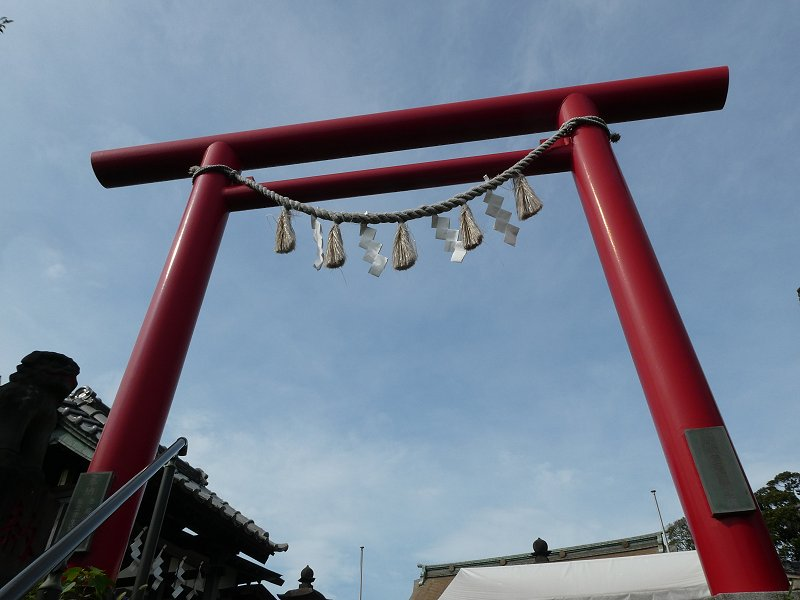
鳥居
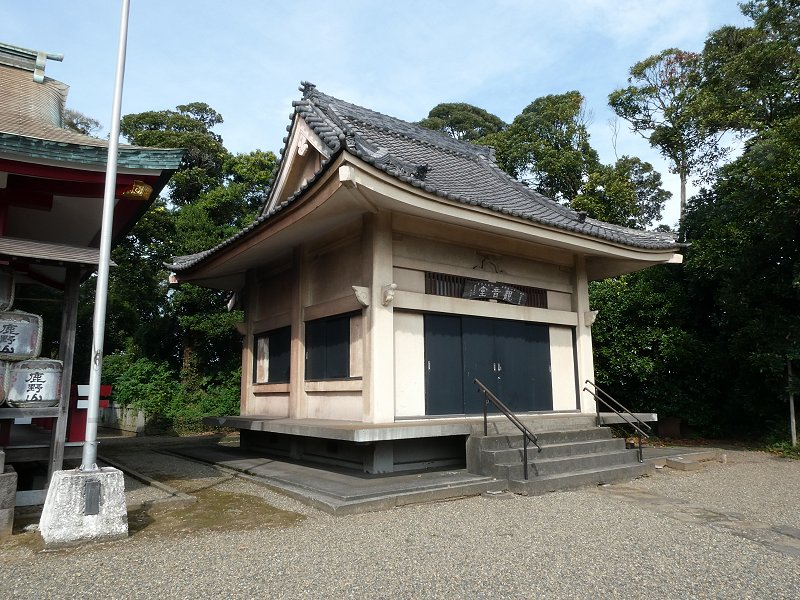
観音堂
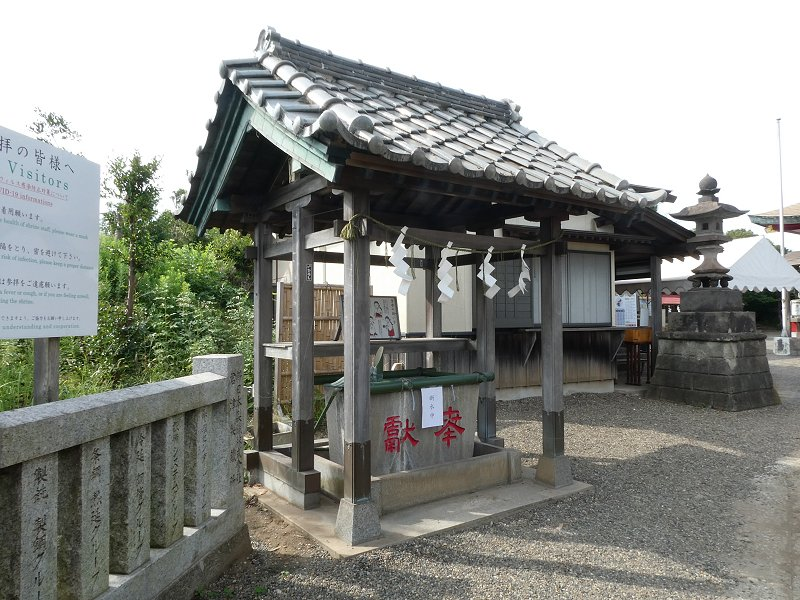
手水舎
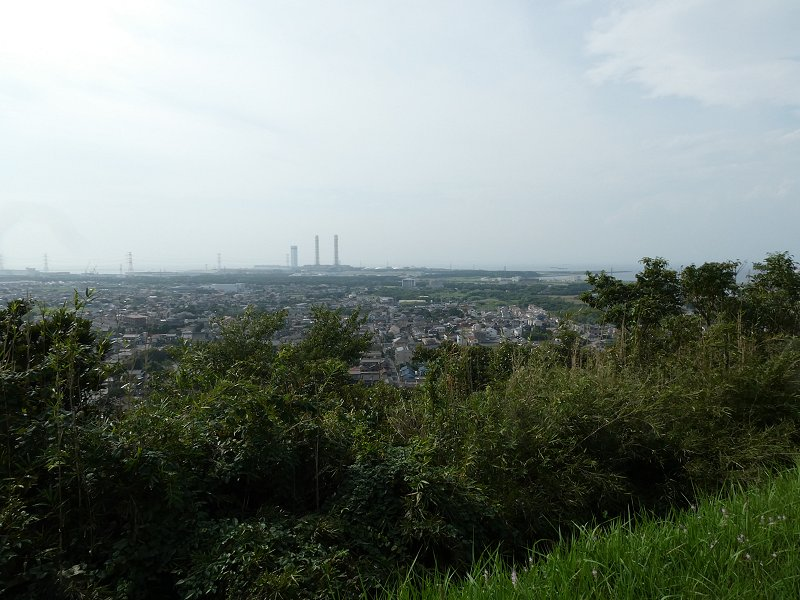
神社からの眺望（ちば百景）

## 行事
例祭日には、神馬奉納神事を執行する。当日午前、石段下に神馬が到着し、神輿に続いて石段を駆け上り、拝殿に躍り込む。馬を東回りに外へ誘導し、さらに西回りに社殿を回らせ亀石につなぐ。東回りが上手くいくと、その年は豊作とされる。神馬奉納に続いて手打式を行い、馬主は神主から授かった御幣を鞍に結び、神輿と神馬はお浜出の儀式へと向かう。

## 交通
- JR内房線君津駅より、君津市コミュニティバス人見・大和田・神門線（外回り）人見神社下車　徒歩1分